# 생루이 교

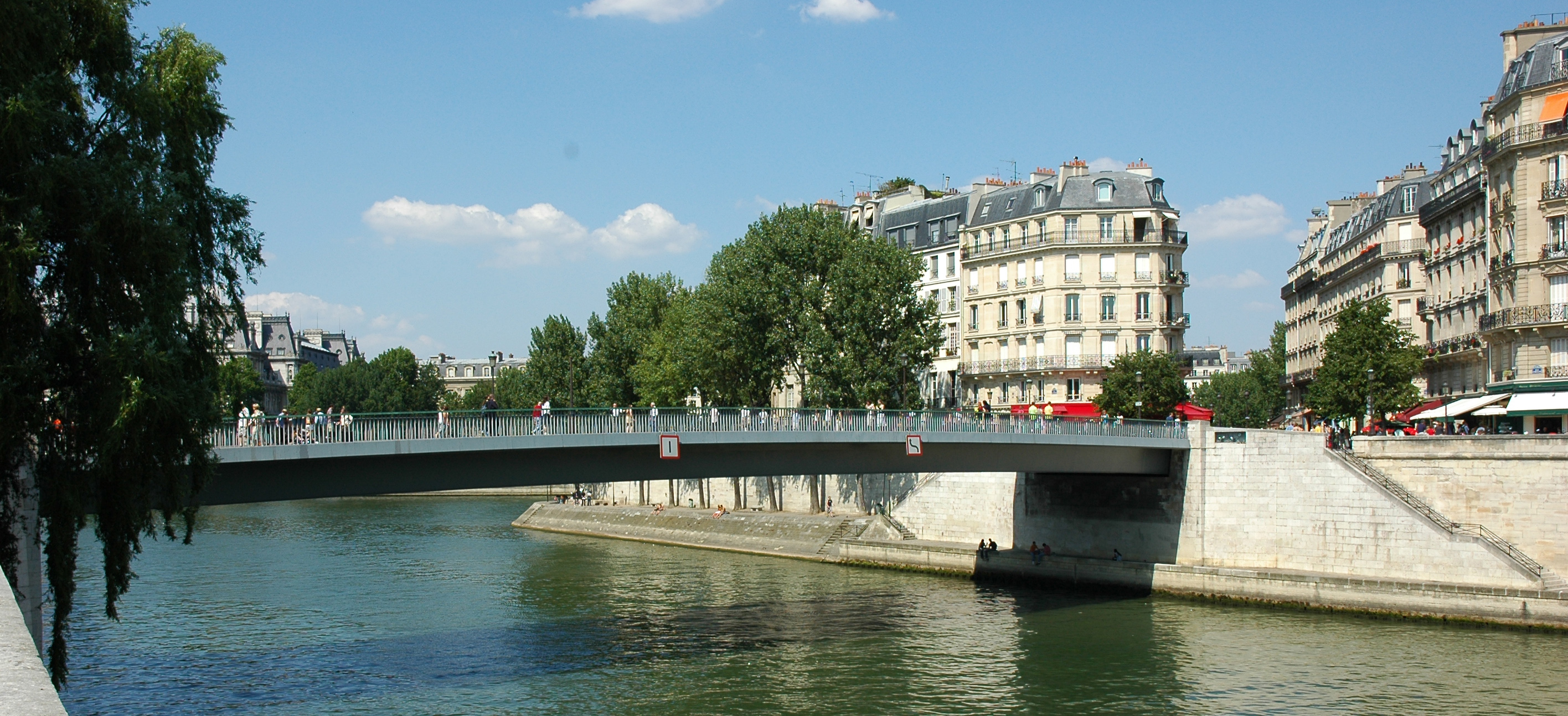
생루이 교

생루이 교(프랑스어: Pont Saint-Louis)는 프랑스 파리 4구에 위치한 다리이다. 센강에 있는 두 개의 천연 섬인 시테섬과 생루이섬 사이를 연결한다. 길이는 67m, 높이는 16m이며 현재의 다리는 1970년에 준공되었다.